# Bronxville
Bronxville – wieś w Stanach Zjednoczonych, w stanie Nowy Jork, w hrabstwie Westchester.
W Bronxville urodziła się Jamie Loeb, amerykańska tenisistka. W miejscowości zmarł reporter i dokumentalista Julien Bryan,